# Nagoya Daigaku (metropolitana di Nagoya)
Nagoya Daigaku (名古屋大学駅?, Nagoya Daigaku-eki) è una stazione della metropolitana di Nagoya situata nel quartiere di Chikusa-ku, nel centro di Nagoya, ed è servita dalla linea Meijō, e prende il nome dal campus dell'Università di Nagoya, all'interno del quale la stazione è situata.

## Linee
Metropolitana di Nagoya
 Linea Meijō

## Struttura
La stazione è sotterranea, e un marciapiede a isola con due binari passanti.
| 1 | Linea Meijō | per Ōzone e Motoyama       |
| 2 | Linea Meijō | per Yagoto e Aratama-bashi |

## Stazioni adiacenti
| «           | Servizio    | »              |
| Linea Meijō | Linea Meijō | Linea Meijō    |
| ----------- | ----------- | -------------- |
| Motoyama    | -           | Yagoto Nisseki |